# Альципа рудоголова
Альци́па рудоголова (Schoeniparus brunneus) — вид горобцеподібних птахів родини Pellorneidae. Мешкає в Китаї і на Тайвані.

## Опис
Довжина птаха становить 13-13,5 см. Верхня частина тіла коричнева, тім'я і потилиця рудувато-коричневі, нижня частина тіла сірувато-бежева. Очі світло-карі, дзьоб світло-коричневий.

## Підвиди
Виділяють п'ять підвидів:
- S. b. olivaceus (Styan, 1896) — центральний Китай;
- S. b. weigoldi Stresemann, 1923 — центр і південь Сичуаню (захід центрального Китаю);
- S. b. argutus (Hartert, E, 1910) — острів Хайнань;
- S. b. superciliaris (David, A, 1874) — східний і південно-східний Китай;
- S. b. brunneus (Gould, 1863) — Тайвань.

## Поширення і екологія
Рудоголові альципи мешкають в Китаї та на островах Тайвань і Хайнань. Вони живуть в тропічних і субтропічних вологих лісах і чагарникових заростях. Зустрічаються на висоті від 600 до 1700 м над рівнем моря в Китаї і на висоті від 1525 до 1830 м над рівнем моря на Тайвані.

## Поведінка
Рудоголові альципи живуть невеликими зграйками. Живляться комахами, равликами і насінням. Сезон розмноження триває з квітня по червень. Гніздо куполоподібне з бічним входом, розміщується в чагарникових заростях. В кладці 4-5 яєць (на Тайвані 2-3 яйця).